# Tyst bön
Tyst bön är en term inom kristen teologi. Den anses av författare inom mystisk teologi vara en grad av kontemplation, och måste därför skiljas från meditation och från känslomässig bön. Som namnet antyder är den tysta bönen ett tillstånd där själen erfar en extra frid och vila, tillsammans med glädje och njutning då den upplever Gud som närvarande. I den här bönen ger Gud själen intellektuell kunskap om hans närhet och gör att den känner att den verkligen är i kommunikation med honom, även om han gör detta på ett något otydligt sätt. Denna mystiska gåva inte kan förvärvas, eftersom den är övernaturlig. Det är Gud själv som visar sin närvaro i det innersta, i själen.
Tyst bön diskuteras i verk av Sankta Teresa av Avila, Frans av Sales med flera.